# Report Definition Language
Report Definition Language (RDL) (язык описания отчетов) — стандарт, предложенный корпорацией Microsoft для описания отчетов.
RDL — XML-приложение, главным образом используемое в Microsoft SQL Server Reporting Services. RDL обычно пишется при помощи Visual Studio, хотя и существует множество сторонних инструментов; также можно создавать или редактировать вручную при помощи обычного текстового редактора. Microsoft Reporting Services или другие сторонние фреймворки отчетности используют RDL для описания таблиц, графиков, вычислений, текста, изображений (через ссылки) и прочих объектов отчета, и записывают их во множестве форматов.
В типичном RDL-файле существует три главных раздела:
- Разметка страницы — объекты отображаются вместе с полями, изображениями, графиками, таблицами.
- Описания полей — расширенные атрибуты полей, заполняемые формулами, динамическими данными или информацией из баз данных.
- Параметры и соединения с базой данных — параметры, которые могут определяться пользователем или передаваться из другого приложения; здесь же указываются параметры соединения с базой данных и запросы для получения данных для построения отчета.

## Дополнительные источники
- Спецификация Report Definition Language
- RDL Project Опен-сорсная реализация спецификации Report Definition Language, с графическим интерфейсом для проектирования, поддержкой WinForms & ASP.Net Rendering и возможность сохранения во множество распространенных файловых форматов.
- ReportViewer Control в Visual Studio 2008
- Data Dynamics Reports — инструмент отчетности, созданный компанией Data Dynamics для программистов, работающих с RDL-отчетами.